# Ronde van Californië (mannen)
De Ronde van Californië (Engels: Tour of California, Amgen Tour of California) was een Amerikaanse wielerronde die van 2006 tot en met 2019 jaarlijks werd verreden. Ze maakte deel uit van de UCI World Tour, die de UCI organiseert.
De Ronde van Californië duurde acht dagen en er werden 650 à 700 mijlen gereden door de Amerikaanse staat Californië. Hoewel de route steeds anders was, begon de Ronde altijd in Noord-Californië - bijvoorbeeld in de San Francisco Bay Area of nabij Lake Tahoe - en eindigde ze in Zuid-Californië.
Het was de belangrijkste wielerronde in de Verenigde Staten sinds de stopzetting van de Coors Classic na 1988. Op 28 november 2006 werd de Ronde van Californië, tot dan wedstrijdcategorie 2.1, verhoogd tot categorie 2.HC (buitencategorie), de hoogste categorie in de VS. De wielerronde werd gesponsord door Amgen, een biotechnologisch bedrijf uit Zuid-Californië.
Tussen 2015 en 2019 vond er ook een editie voor vrouwen plaats.

## Lijst van winnaars

### Meervoudige winnaars
| Zeges | Renner          | Land             | Jaren            |
| ----- | --------------- | ---------------- | ---------------- |
| 3     | Levi Leipheimer | Verenigde Staten | 2007, 2008, 2009 |

### Overwinningen per land
| Zeges | Land                                                                                               |
| ----- | -------------------------------------------------------------------------------------------------- |
| 6     | Verenigde Staten                                                                                   |
| 1     | Australië, Colombia, Frankrijk, Nederland, Nieuw-Zeeland, Slovenië, Slowakije, Verenigd Koninkrijk |

### Meeste etappezeges
| Etappes | Renner      |
| ------- | ----------- |
| 16      | Peter Sagan |

2006 · 
2007 · 
2008 · 
2009 · 
2010 · 
2011 · 
2012 · 
2013 · 
2014 ·
2015 ·
2016 ·
2017 ·
2018 ·
2019 ·
2020
2005 · 
2006 · 
2007 · 
2008 · 
2009 · 
2010 · 
2011 · 
2012 · 
2013 ·
2014 ·
2015 ·
2016 ·
2017 · 
2018 ·
2019 ·
2020 ·
2021 ·
2022 ·
2023 ·
2024 ·
2025
Belangrijkste wedstrijden

Ronde van San Luis · Ronde van Californië · Ronde van Utah · USA Pro Challenge · Ronde van Alberta
2011 · 2012 · 2013 · 2014 · 2015 · 2016 · 2017 · 2018 · 2019 · 2020 · 2021 · 2022 · 2023 · 2024 · 2025
Tour Down Under · Great Ocean Road Race · Ronde van de Verenigde Arabische Emiraten · Omloop Het Nieuwsblad · Strade Bianche · Parijs-Nice · Tirreno-Adriatico · Milaan-San Remo · Ronde van Catalonië · Driedaagse Brugge-De Panne · E3 Harelbeke · Gent-Wevelgem · Dwars door Vlaanderen · Ronde van Vlaanderen · Ronde van het Baskenland · Parijs-Roubaix · Amstel Gold Race · Waalse Pijl · Luik-Bastenaken-Luik · Ronde van Romandië · Eschborn-Frankfurt · Ronde van Italië · Critérium du Dauphiné · Ronde van Zwitserland · Copenhagen Sprint · Ronde van Frankrijk · Clásica San Sebastián · Ronde van Polen · BEMER Cyclassics · Renewi Tour · Ronde van Spanje · Bretagne Classic · GP van Québec · GP van Montréal · Ronde van Lombardije · Ronde van Guangxi